# 1968年4月13日月食
1968年4月13日月食为一次在协调世界时1968年4月13日出現的月全食。該次月食半影食分為2.097、全影食分為1.117。偏食維持了97分，全食維持25分。

## 概述
這次月食的食分是13.43，偏食維持了97分，全食維持25分。

## 基本參數
- 類型：月全食
- 食甚資料：
  - 日期：1968年4月13日
  - 時間：4:47
  - 月球位置：赤經13.43度、赤緯-9.4度
  - 食分：半影食分：2.097、全影食分：1.117
  - 持續時間：偏食97分、全食25分

## 外部連結
- NASA月食專頁（页面存档备份，存于）（英文）